# Doryporellina reticulata
Doryporellina reticulata is een mosdiertjessoort uit de familie van de Doryporellidae. De wetenschappelijke naam van de soort is voor het eerst geldig gepubliceerd in 1963 door Ryland.